# Peitler Antal József
Peitler Antal József (Pécs, 1808. március 24. – Vác, 1885. július 24.) a Váci egyházmegye püspöke 1859-től haláláig.

## Élete
Tanulmányait szülővárosában, majd a pesti szemináriumban végezte. 1831-ben szentelték áldozópappá, és báró Szepesy Ignác pécsi püspök mellett nyert alkalmazást, mint szentszéki jegyző. Négy évvel később püspöki titkár, irodaigazgató és szentszéki ülnök, majd pécsi plébános lett.
1848-tól pécsi kanonok, 1851-től a budai cs. kir. helytartóságnál alkalmazták osztálytanácsosként, és az egyházi ügyek előadójaként. Innen Bécsbe vitték Thun gróf osztrák kultuszminiszter oldala mellé. 1855-ben a pápa udvari főpapjává, 1859-ben a nagy és gazdag Váci egyházmegye püspökévé nevezték ki.
Lelkes nagy pártfogója volt a hazai kulturális, tudományos életnek, bőkezűen adakozott a Magyar Tudományos Akadémiának, adományokkal segítette a Szent István – és Szent László társulatokat, s ez utóbbi társulatnak 1866-tól elnöki tisztségét is betöltötte. Közművelődés terén kétség kívül legnagyobb és maradandóbb alkotása a Váci Egyházmegyei Könyvtár alapítása 1875-ben, melyre több, mint 40.000 forintot áldozott.
Peitler a pénzzel igazán sohasem tudott jól bánni, és már papnövendék korában adósságokat csinált: fokozatosan előre haladva az egyházi tisztségek rangsorán, minden hozzá folyamodót, személyválogatás nélkül, bőkezűen segélyezett. Adományai annyira kimerítették az egyházmegyét, hogy a kultuszminiszter és prímás egyetértve kénytelenek voltak a váci püspökséget zár alá kellett tenni. A püspöki elhanyagolt uradalmak felügyelését, kezelését erélyesebb kanonokra bízták; Peitler havi jövedelmét pedig 600 forintra mérsékelték.
A püspök 26 évnyi kormányzás után 1885-ben hunyt el.

## Művei
1. Egyházi beszédek, mellyeket különféle alkalommal mondott és kiadni készült négyesi báró Szepesy Ignácz pécsi püspök. Kiadta Peitler Antal. Pécs, 1839–1840, négy kötet (Szepessy életrajzával kiegészítve)
2. Peitler József Antal váci püspök üdvözlő szózata megyéje összes híveihez. Uo. 1859
3. Litterae pastorales ad clerum suae dioecesis. Uo. 1859